# Władysław Szaryński
Władysław Zdzisław Szaryński (ur. 17 stycznia 1947 w Szczecinie) – polski piłkarz, napastnik.
Jest wychowankiem Arkonii Szczecin. Następnie grał w Zawiszy Bydgoszcz i ROW Rybnik. Najlepszy okres w kariery spędził w Górniku Zabrze. Z tym klubem zdobył dwa tytuły mistrza Polski i trzy razy zwyciężał w Pucharze Polski. W 1970 zagrał w finałowym meczu Puchar Zdobywców Pucharów. Od 1974 był zawodnikiem Zagłębia Sosnowiec, dwukrotnie triumfował w Pucharze Polski. Karierę kończył we Francji i Belgii. Pracował jako trener w Zagłębiu.
W reprezentacji Polski zagrał dwa razy (w 1970).
25 lutego 2023 Władysław Szaryński, Zbigniew Myga i Jerzy Pielok symbolicznym kopnięciem piłki rozpoczęli mecz otwarcia na nowym stadionie Zagłębia Sosnowiec, w którym gospodarze pokonali GKS Katowice 2:1.